# Щербак Володимир Миколайович (політик)
Володимир Миколайович Щербак (24 січня 1939, місто Попасна, тепер Луганської області — 12 грудня 2010, місто Москва, Російська Федерація) — радянський і російський державний діяч, заступник голови уряду Російської Федерації, голова Краснодарського крайвиконкому. Депутат Верховної ради РРФСР 11-го скликання.

## Біографія
У 1956—1959 роках навчався в Армавірському механіко-технологічному технікумі Краснодарського краю. Працював бригадиром овочевого цеху Кримського консервного комбінату в місті Кримську Краснодарського краю.
У 1959—1961 роках — у Радянській армії.
У 1962 році працював розподільником робіт овочевого цеху Кримського консервного комбінату Краснодарського краю. У 1962—1963 роках — в.о. механіка м'ясного цеху Кримського консервного комбінату У 1963—1967 роках — в.о. заступника начальника, начальника м'ясного цеху Кримського консервного комбінату Краснодарського краю.
У 1966 році закінчив заочно Краснодарський політехнічний інститут за спеціальністю інженер-механік. Член КПРС.
У 1967—1968 роках — начальник консервного цеху Кримського консервного комбінату Краснодарського краю. У 1968—1970 роках — головний інженер Кримського консервного комбінату Краснодарського краю. У 1970—1974 роках — директор Кримського консервного комбінату Краснодарського краю.
У 1974—1976 роках — начальник Краснодарського управління консервної промисловості. У 1976—1978 роках — генеральний директор Краснодарського виробничого об'єднання консервної промисловості в місті Краснодарі.
У 1978—1980 роках — завідувач відділу легкої промисловості та торгівлі Краснодарського крайового комітету КПРС.
У 1980—1981 роках — секретар Краснодарського крайового комітету КПРС.
У червні 1981 — січні 1985 року — 2-й секретар Краснодарського крайового комітету КПРС.
У 1982 році закінчив Академію суспільних наук за спеціальністю економіст.
У січні 1985 — липні 1987 року — голова виконавчого комітету Краснодарської крайової ради народних депутатів.
У 1987—1988 роках — заступник голови Держагропрому РРФСР — міністр РРФСР. У 1988—1989 роках — заступник голови Держагропрому РРФСР — міністр РРФСР — начальник Головного управління харчової промисловості. У 1989—1990 роках — заступник голови Держагропрому РРФСР — міністр РРФСР — голова правління Росхарчопрому.
У 1990—1991 роках — заступник міністра сільського господарства та продовольства РРФСР — голова правління Російського державно-кооперативного союзу об'єднань, підприємств та організацій харчової промисловості Мінсільгосппроду РРФСР. У 1991—1992 роках — голова правління Російського державно-кооперативного союзу об'єднань, підприємств та організацій харчової промисловості Мінсільгосппроду РРФСР.
У 1992—1994 роках — 1-й заступник міністра сільського господарства Російської Федерації. З 1994 року по 26 травня 1999 — 1-й заступник міністра сільського господарства та продовольства Російської Федерації.
26 травня — 19 серпня 1999 року — міністр сільського господарства та продовольства Російської Федерації.
26 травня 1999 — 7 травня 2000 року — заступник голови уряду Російської Федерації.
З 2000 року — на пенсії.
Помер 12 грудня 2010 року. Похований на Троєкурівському цвинтарі Москви.

## Нагороди і звання
- орден «За заслуги перед Вітчизною» IV ст. (Російська Федерація)
- орден Трудового Червоного Прапора
- орден «Знак Пошани»
- медаль «За доблесну працю. В ознаменування 100-річчя з дня народження Володимира Ілліча Леніна» (1970)
- медалі